# Doppelganger (2003)
Doppelganger (ドッペルゲンガー,Dopperugengā), es una película de Thriller japonés del 2003, dirigida por Kiyoshi Kurosawa.

## Trama
Aquí nos cuenta la historia de un hombre, creador de una silla para inválidos, que funciona mentalmente, a quien un día de repente le aparece su doble, y empieza a ayudarle para la realización de su silla por su cuenta al margen de la empresa con la que trabaja, y que será ayudado también por una mujer a cuyo hermano también se le apareció un doble.

## Reparto
- Kōji Yakusho	    ...	  Michio Hayasaki
- Hiromi Nagasaku   ...	  Nagai Yuka
- Yusuke Santamaria ...	  Kimishima
- Masahiro Toda	    ...	  Aoki
- Hitomi Satô	    ...	 Takano

## Estreno
- Japón	        ... 27 de septiembre de 2003
- Corea del Sur   ... 2 de octubre de 2003	 (Pusan International Film Festival)
- Corea del Sur   ... 10 de octubre de 2003
- Países Bajos    ... 25 de enero de 2004	 (International Film Festival Rotterdam)
- Francia	   ... 11 de marzo de 2004	 (Deauville Asian Film Festival)
- Dinamarca       ... 4 de abril de 2004	 (NatFilm Festival)
- República Checa	... 1 de abril de 2005	 (Febio Film Festival)

8 Tailandia	... 28 de abril de 2005	 (limitado)